# Team Type 1-Sanofi/Saison 2012
Dieser Artikel listet Erfolge und Fahrer des Radsportteams Team Type 1-Sanofi in der Saison 2012 auf.

## Erfolge in der UCI America Tour
| Datum        | Rennen                             | Kat. | Sieger                |
| ------------ | ---------------------------------- | ---- | --------------------- |
| 3. Juni      | TD Bank International Championship | 1.HC | Alexander Serebrjakow |
| 16. Juni     | 5. Etappe Tour de Beauce           | 2.2  | Vegard Stake Laengen  |
| 1. September | 4. Etappe Tour do Rio              | 2.2  | Aldo Ino Ilešič       |

## Erfolge in der UCI Asia Tour
| Datum         | Rennen                         | Kat. | Sieger                |
| ------------- | ------------------------------ | ---- | --------------------- |
| 26. April     | 5. Etappe Tour de Korea        | 2.2  | Alexander Serebrjakow |
| 5. Juli       | 7. Etappe Tour of Qinghai Lake | 2.HC | Aldo Ino Ilešič       |
| 8. September  | 2. Etappe Tour of China I      | 2.1  | Alexander Serebrjakow |
| 9. September  | 3. Etappe Tour of China I      | 2.1  | Aldo Ino Ilešič       |
| 12. September | 5. Etappe Tour of China I      | 2.1  | Alexander Serebrjakow |
| 18. September | 1. Etappe Tour of China II     | 2.1  | Alexander Serebrjakow |
| 20. September | 2. Etappe Tour of China II     | 2.1  | Alexander Serebrjakow |
| 22. Oktober   | 3. Etappe Tour of Hainan       | 2.HC | Alexander Serebrjakow |
| 23. Oktober   | 4. Etappe Tour of Hainan       | 2.HC | Alexander Serebrjakow |
| 28. Oktober   | 9. Etappe Tour of Hainan       | 2.HC | Alexander Serebrjakow |
| 3. November   | 3. Etappe Tour of Taihu Lake   | 2.1  | Alexander Serebrjakow |
| 5. November   | 5. Etappe Tour of Taihu Lake   | 2.1  | Alexander Serebrjakow |

## Erfolge in der UCI Europe Tour
| Datum      | Rennen                         | Kat. | Sieger             |
| ---------- | ------------------------------ | ---- | ------------------ |
| 1. Juli    | 1. Etappe Österreich-Rundfahrt | 2.HC | Alessandro Bazzana |
| 8. Juli    | 8. Etappe Österreich-Rundfahrt | 2.HC | Daniele Colli      |
| 14. August | 1. Etappe Tour du Limousin     | 2.HC | Jure Kocjan        |
| 16. August | 3. Etappe Tour du Limousin     | 2.HC | Jure Kocjan        |

## Zugänge – Abgänge
| Zugänge               | Team 2011                    | Abgänge                      | Team 2012                    |
| --------------------- | ---------------------------- | ---------------------------- | ---------------------------- |
| Rémi Cusin            | Cofidis, le Crédit en Ligne  | Scott Stewart                | Jelly Belly Cycling          |
| Julien El-Farès       | Cofidis, le Crédit en Ligne  | Walerij Kobsarenko           | Uzbekistan Suren Team        |
| Daniele Colli         | Geox-TMC                     | Benjamin King                | Plan B Racing                |
| Vegard Stake Laengen  | Joker Merida                 | Alexei Schmidt               | Team Type 1 Development Team |
| Georg Preidler        | Tyrol Team                   | Andrea Grendene              | Karriereende                 |
| Julien Antomarchi     | Vélo-Club La Pomme Marseille | Wladimir Jefimkin            | Unbekannt                    |
| Alexander Serebrjakow | AC Sammarinese Gruppo Lupi   | William Dugan (bis 26. Juni) | Unbekannt                    |
| Joey Rosskopf         | Type 1 Development           |                              |                              |
| Filippo Fortin        | Neoprofi                     |                              |                              |

## Mannschaft
| Name                  | Geburtstag         | Nationalität       |              |
| --------------------- | ------------------ | ------------------ | ------------ |
| Julien Antomarchi     | 16. Mai 1984       | Frankreich         |              |
| Alessandro Bazzana    | 16. Juli 1984      | Italien            |              |
| Rubens Bertogliati    | 9. Mai 1979        | Schweiz            |              |
| László Bodrogi        | 11. Dezember 1976  | Frankreich         |              |
| Alex Bowden           | 29. Dezember 1989  | Vereinigte Staaten |              |
| Fabio Calabria        | 27. August 1987    | Australien         |              |
| Daniele Callegarin    | 21. September 1982 | Italien            |              |
| Daniele Colli         | 19. April 1982     | Italien            |              |
| Rémi Cusin            | 3. Februar 1986    | Frankreich         |              |
| Julien El-Farès       | 1. Juni 1985       | Frankreich         |              |
| Joe Eldridge 1        | 16. Juni 1982      | Vereinigte Staaten |              |
| Filippo Fortin        | 1. Februar 1989    | Italien            |              |
| Aldo Ino Ilešič       | 1. September 1984  | Slowenien          |              |
| Alexander Jefimkin    | 2. Dezember 1981   | Russland           |              |
| Jure Kocjan           | 18. Oktober 1984   | Slowenien          |              |
| Vegard Stake Laengen  | 7. Februar 1989    | Norwegen           |              |
| Javier Mejías         | 30. September 1983 | Spanien            |              |
| Georg Preidler        | 17. Juni 1990      | Österreich         |              |
| Kiel Reijnen          | 1. Juni 1986       | Vereinigte Staaten |              |
| Joey Rosskopf         | 5. September 1989  | Vereinigte Staaten |              |
| Alexander Serebrjakow | 25. September 1987 | Russland           |              |
| Martijn Verschoor     | 4. Mai 1985        | Niederlande        |              |
| Stagiaires            | Stagiaires         | Nationalität       | Nationalität |
| David Lozano          | David Lozano       | Spanien            |              |